# Sergio Marchionne
Sergio Marchionne (Chieti, 17 de junho de 1952 – Zurique, 25 de julho de 2018) foi um empresário ítalo-canadense. Ele foi diretor executivo da Fiat Chrysler Automobiles, presidente da CNH Industrial e diretor executivo da Ferrari. Além disso, foi presidente da SGS, empresa baseada na Suíça, e foi vice-presidente não executivo do Conselho de Administração do grupo bancário global UBS de 2008 a 2010, bem como o presidente eleito da Associação de Construtores Europeus de Automóveis para 2012 (primeiro eleito em janeiro de 2006). Foi igualmente um membro do Instituto Peterson para a economia internacional assim como o presidente do ramo italiano do conselho para os Estados Unidos e Itália.

## Doença e morte
Após enfrentar problema de saúde, Marchionne demitiu-se de todas as suas posições em julho de 2018.
Morreu de embolia em 25 de julho de 2018 após sofrer complicações médicas de uma cirurgia no ombro. Estava internado no Hospital Universitário de Zurique, na Suíça.